# Palms Casino Resort
Palms Casino Resort, também conhecido simplesmente como Palms, é um hotel cassino e torre residencial localizado em Paradise, Nevada, nos Estados Unidos. A torre principal tem 702 quartos e suítes e abrange uma área de 95 000 pés quadrados (8 800 m²), um estúdio de gravação e uma sala de exposições com capacidade para 2 200 lugares. O Palms é propriedade de George Maloof, com 5% da propriedade da The Greenspun Corporation.
Apesar de estar localizado fora da Strip, o resort tornou-se um destino popular de milhares de turistas, especialmente das celebridades de Hollywood. Compete no mercado com o Hard Rock Hotel and Casino, um outro resort fora da Strip.
Foi inaugurado em 15 de novembro de 2001, e foi desenhado por Jon Jerde. O resort hospeda o festival anual de cinema CineVegas.